# Badminton-Asienmeisterschaft 1983
Die Badminton-Asienmeisterschaft 1983 fand vom 2. bis zum 8. Dezember im Netaji Indoor Stadium in Kalkutta, Indien, statt. Athleten aus 13 Ländern waren am Start.

## Medaillengewinner
| Disziplin    | Gold                                                                       | Silber                                                                 | Bronze                                         |
| ------------ | -------------------------------------------------------------------------- | ---------------------------------------------------------------------- | ---------------------------------------------- |
| Herreneinzel | Chen Changjie                                                              | Eddy Kurniawan                                                         | Park Joo-bong                                  |
| Herreneinzel | Chen Changjie                                                              | Eddy Kurniawan                                                         | Zhao Jianhua                                   |
| Dameneinzel  | Yoo Sang-hee                                                               | Kim Yun-ja                                                             | Fan Ming                                       |
| Dameneinzel  | Yoo Sang-hee                                                               | Kim Yun-ja                                                             | Guan Weizhen                                   |
| Herrendoppel | He Shangquan Jiang Guoliang                                                | Sung Han-kuk Yoo Byung-hwan                                            | Hadibowo Hafid Yusuf                           |
| Herrendoppel | He Shangquan Jiang Guoliang                                                | Sung Han-kuk Yoo Byung-hwan                                            | Sun Zhian Zhao Jianhua                         |
| Damendoppel  | Fan Ming Guan Weizhen                                                      | Kim Bok-sun Park Hyun-suk                                              | Chung Myung-hee Yoo Sang-hee                   |
| Damendoppel  | Fan Ming Guan Weizhen                                                      | Kim Bok-sun Park Hyun-suk                                              | Lu Qing Song Youping                           |
| Mixed        | Park Joo-bong Kim Yun-ja                                                   | Hafid Yusuf Ruth Damayanti                                             | Hadibowo Maria Francisca                       |
| Mixed        | Park Joo-bong Kim Yun-ja                                                   | Hafid Yusuf Ruth Damayanti                                             | Preecha Sopajaree Jutatip Banjongsilp          |
| Herrenteam   | Volksrepublik China Chen Changjie Zhao Jianhua Jiang Guoliang He Shangquan | Indien Prakash Padukone Leroy D’sa Uday Pawar Syed Modi Partho Ganguli | Indonesien Eddy Kurniawan Hadibowo Hafid Yusuf |

## Halbfinalresultate
| Disziplin    | Sieger                      | Gegner                                | Ergebnis           |
| ------------ | --------------------------- | ------------------------------------- | ------------------ |
| Herreneinzel | Chen Changjie               | Park Joo-bong                         | 15–9, 15–7         |
| Herreneinzel | Eddy Kurniawan              | Zhao Jianhua                          | 18–15, 6–15, 18–15 |
| Dameneinzel  | Yoo Sang-hee                | Fan Ming                              | 11–7, 9–12, 11–4   |
| Dameneinzel  | Kim Yun-ja                  | Guan Weizhen                          | 7–11, 11–4, 11–1   |
| Herrendoppel | He Shangquan Jiang Guoliang | Hadibowo Hafid Yusuf                  | 15–9, 6–15, 15–1   |
| Herrendoppel | Sung Han-kuk Yoo Byung-hwan | Sun Zhian Zhao Jianhua                | 15–10, 15–6        |
| Damendoppel  | Fan Ming Guan Weizhen       | Chung Myung-hee Yoo Sang-hee          | 10–15, 15–6, 17–14 |
| Damendoppel  | Kim Bok-sun Park Hyun-suk   | Lu Qing Song Youping                  | 18–13, 15–10       |
| Mixed        | Park Joo-bong Kim Yun-ja    | Hadibowo Maria Francisca              | 15–4, 15–5         |
| Mixed        | Hafid Yusuf Ruth Damayanti  | Preecha Sopajaree Jutatip Banjongsilp | 15–10, 17–14       |

## Finalergebnisse
| Disziplin    | Sieger                      | Finalist                    | Ergebnis           |
| ------------ | --------------------------- | --------------------------- | ------------------ |
| Herreneinzel | Chen Changjie               | Eddy Kurniawan              | 11–15, 15–6, 18–15 |
| Dameneinzel  | Yoo Sang-hee                | Kim Yun-ja                  | 11–6, 11–2         |
| Herrendoppel | He Shangquan Jiang Guoliang | Sung Han-kuk Yoo Byung-hwan | 18–15, 15–4        |
| Damendoppel  | Fan Ming Guan Weizhen       | Kim Bok-sun Park Hyun-suk   | 15–11, 15–3        |
| Mixed        | Park Joo-bong Kim Yun-ja    | Hafid Yusuf Ruth Damayanti  | 15–3, 15–2         |

## Medaillenspiegel
| Rang   | Land       | Gold | Silber | Bronze | Gesamt |
| ------ | ---------- | ---- | ------ | ------ | ------ |
| 1      | China      | 4    | 0      | 5      | 9      |
| 2      | Südkorea   | 2    | 3      | 2      | 7      |
| 3      | Indonesien | 0    | 2      | 3      | 5      |
| 4      | Indien     | 0    | 1      | 0      | 1      |
| 5      | Thailand   | 0    | 0      | 1      | 1      |
| Gesamt | Gesamt     | 6    | 6      | 11     | 23     |